# Thinophilus varicoxa
Thinophilus varicoxa är en tvåvingeart som beskrevs av Octave Parent 1935. Thinophilus varicoxa ingår i släktet Thinophilus och familjen styltflugor. Inga underarter finns listade i Catalogue of Life.